# Tudela (Misamis Ocidental)
Tudela é um município de  quarta classe de renda municipal (d) na província Misamis Ocidental, nas Filipinas. De acordo com o censo de 1 de maio  de  2020 possui uma população de 28 599 pessoas e 7 123 domicílios.